# Nikolaos Andriakopoulos
Nikolaos Andriakopoulos (1878 – ?) var en græsk gymnast. Han deltog i de første Olympiske Lege i 1896 i Athen. 
Andriakopoulos vandt guld i Rebklatring og var en af de to eneste der nåede toppen af det 14 meter lange reb. Andriakopoulos nåede toppen på 23.4 sekunder. Dette var Grækenlands sidste guldmedalje i gymnastik indtil Ioannis Melissanidis vandt guld i øvelser på gulv i 1996.
Han var også en del af det græske hold, der vandt sølv på de parallelle barrer.